# Histoire de l'Ukraine pendant la Seconde Guerre mondiale
L'histoire de l'Ukraine pendant la Seconde Guerre mondiale est la période de l'histoire de l'Ukraine se déroulant entre son entrée dans le second conflit mondial le 22 juin 1941 lors de l'invasion allemande de l'Union soviétique, et la libération du pays  par l'Armée rouge en 1944.

## Histoire
Pour un article plus général, voir Occupation de l'Union soviétique par l’Allemagne pendant la Seconde Guerre mondiale.

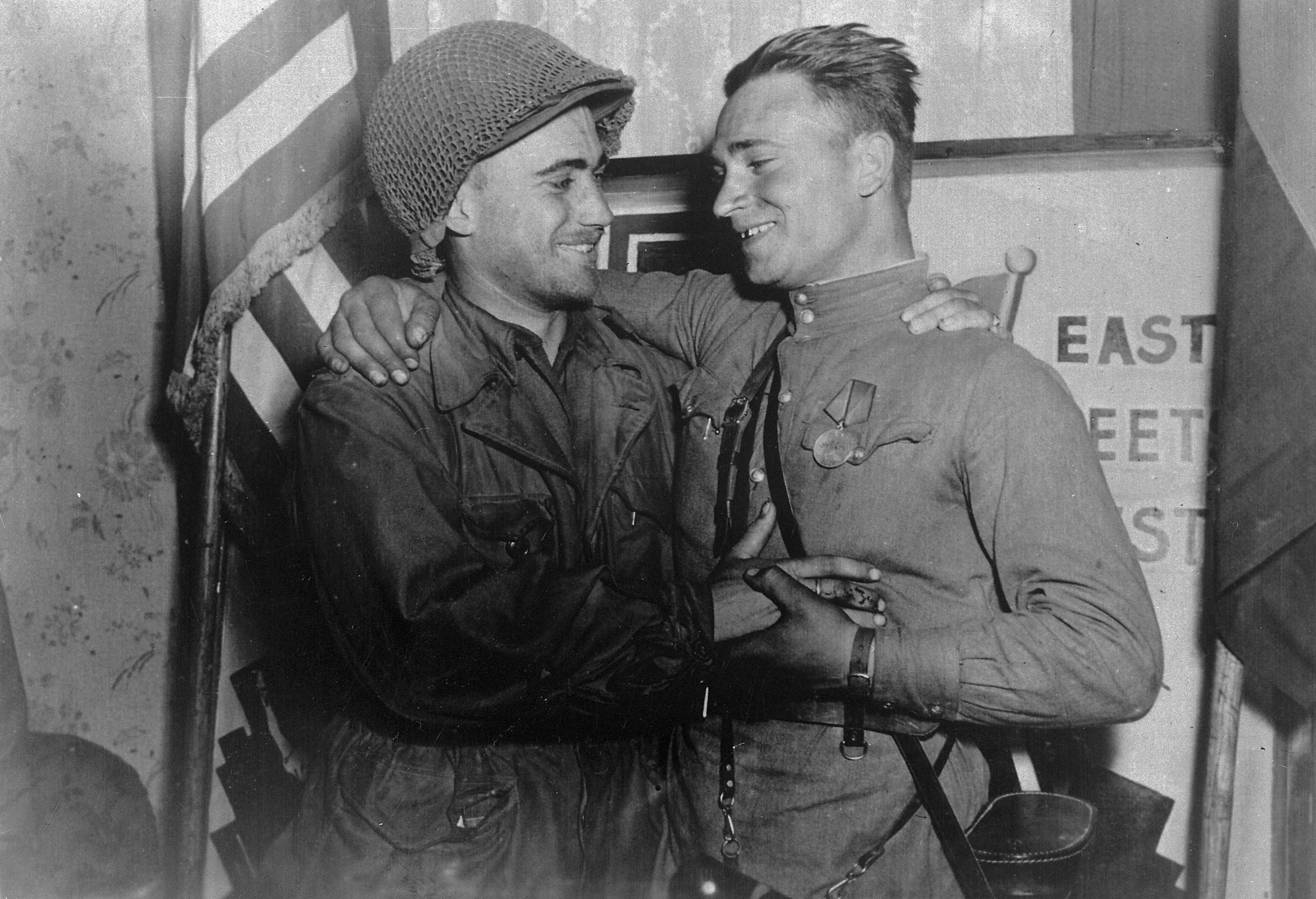
Alexandre Oustinov, Le sous-lieutenant William Robertson et lieutenant Alexander Silvashko (Armée rouge), devant le panneau East Meets West symbolisant la rencontre historique des armées soviétique et américaine, près de Torgau, en Allemagne, lors d'une séance de photographies organisée le jour de l'Elbe.

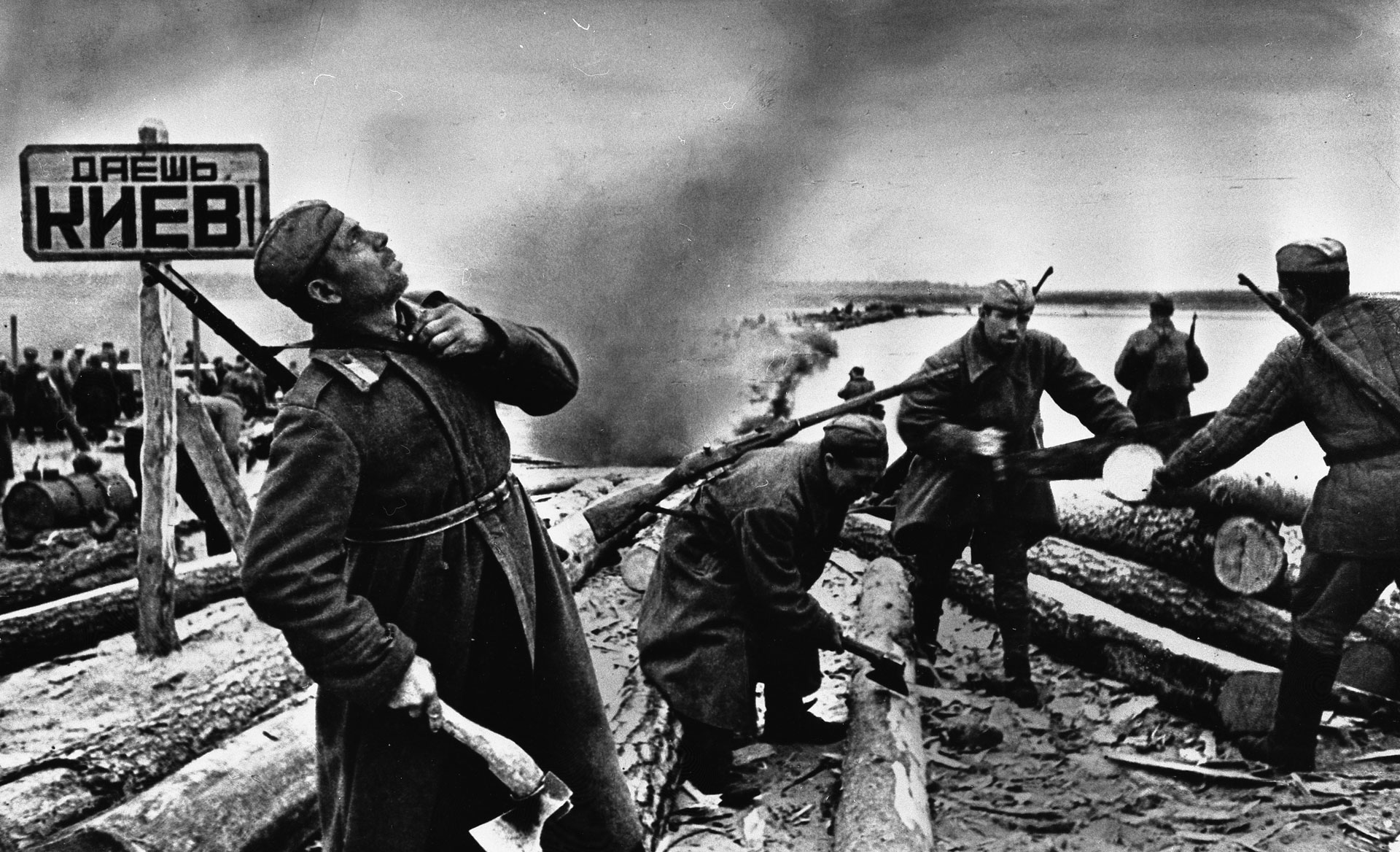
Soldats soviétiques préparant des radeaux pour traverser le Dniepr pendant la bataille du Dniepr (1943). Le panneau indique « À Kiev ! ».

À la suite du pacte Ribbentrop-Molotov, en septembre 1939, les troupes allemandes et soviétiques se partagent le territoire de la Pologne, dont la Galicie avec sa population ukrainienne. Ensuite, après la capitulation de la France à l'Allemagne, la Roumanie cède la Bessarabie et le nord de la Bucovine face aux exigences soviétiques. La RSS d'Ukraine incorpore les districts du nord et du sud de la Bessarabie, le nord de la Bucovine et, en plus, la région de Hertsa occupée par les Soviétiques, mais doit céder la partie ouest de la RSSA Moldave à la RSS de Moldavie nouvellement créée. Tous ces gains territoriaux seront internationalement reconnus par les traités de paix de Paris en 1947. Lorsque l'Allemagne nazie et ses alliés envahissent l'Union soviétique en 1941, de nombreux Ukrainiens et Polonais, en particulier à l'ouest (où ceux-ci avaient connu deux années de régime soviétique sévère), accueillirent d'abord les soldats de la Wehrmacht comme des libérateurs. Les Soviétiques en retraite avaient assassiné des milliers de prisonniers. 

Certains militants ukrainiens du mouvement national espéraient un élan pour établir un État indépendant de l'Ukraine. Le 30 juin 1941, l'État d'Ukraine est proclamé à Lviv après la création d'un rassemblement national Ukrainien. Stetsko devient le président, premier ministre du gouvernement de ce nouvel état. En juillet 1941, ce gouvernement édicte une déclaration d'indépendance dans laquelle il décrète ce qui suit : 

« Le nouvel État d'Ukraine, se fondant sur la pleine souveraineté de son pouvoir, s'inscrit volontairement dans les rangs du nouvel ordre européen qui est fondé par le chef de l'armée allemande et du peuple allemand lui-même : Adolf Hitler, son chef, a commencé la lutte pour l'instauration de ce nouvel ordre. »

Alfred Rosenberg, Ministre des territoires occupés de l'Est, y était favorable mais  Hitler, opposé à un État qui allait  à l'encontre de son projet de colonisation, fait arrêter en juillet 1941 les membres de ce gouvernement et les nationalistes ukrainiens deviennent des parias.
Le territoire de l'Ukraine est divisé en un  Reichskommissariat Ukraine peuplé de 17 000 000 habitants sur 340 000 km2 qui ne comprend que la partie centrale de l'Ukraine autour de Kiev, une zone des armées qui s'étend sur la sa partie est (région de Karkov et Donbass), la Galicie à l'ouest intégrée dans le gouvernement général de Pologne, la région d'Odessa attribuée à la Roumanie fasciste. Le Reichskommissariat est dirigé par le gauleiter Eric Koch qui méprisait les Ukrainiens considérés uniquement comme des travailleurs  : « Je tirerai tout ce qui est possible de ce pays. Je ne suis pas venu pour distribuer des bénédictions, je suis venu pour aider le Führer. La population doit travailler, travailler et encore travailler »
Cependant, les Allemands tentent de profiter des sentiments anti-soviétiques, anti-ukrainiens, anti-polonais et anti-juifs. Une police auxiliaire ukrainienne locale est formée ainsi qu'une division SS ukrainienne, la 14e division SS. On estime qu'environ 250 000 ukrainiens ont combattu aux côtés des allemands entre 1941 et 1945, et plus de 4 millions ont combattu les nazis au sein de l'armée rouge. 
En même temps, des Ukrainiens ont combattu les Allemands. Un mouvement partisan s'est développé à partir de 1942 sur le territoire occupé. 
D'autres éléments de la clandestinité nationaliste ukrainienne ont formé une armée insurrectionnelle ukrainienne qui a combattu les forces soviétiques et nazies. Dans certaines régions occidentales de l'Ukraine, l'armée insurrectionnelle ukrainienne survit dans la clandestinité et poursuit la résistance contre les autorités soviétiques jusque dans les années 1950, malgré les assassinats de nombreux civils ukrainiens dans ce conflit par les deux parties.

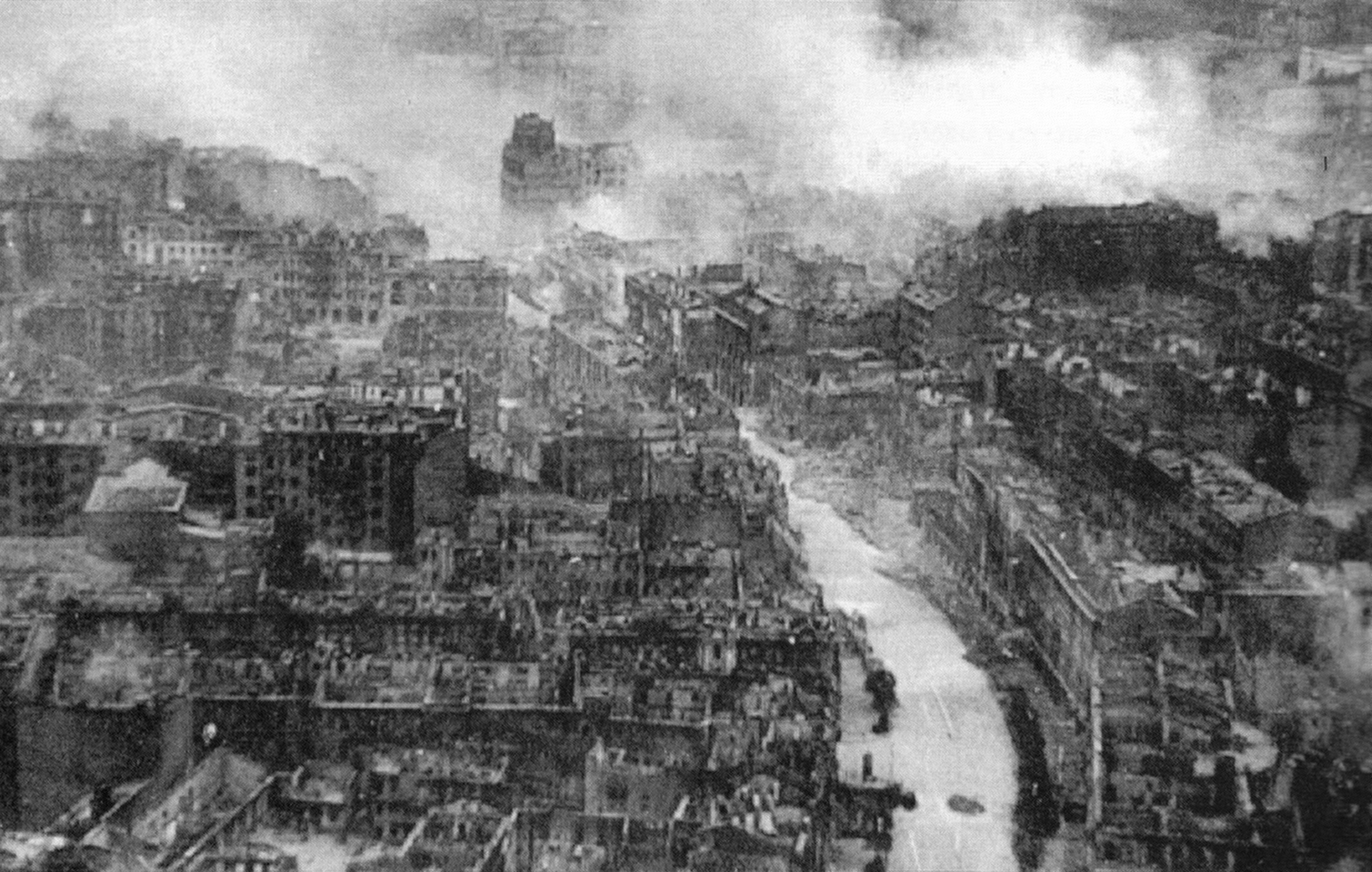
Bâtiments incendiés à Kiev pendant la Seconde Guerre mondiale.

Les administrateurs nazis des territoires soviétiques conquis n'ont guère tenté d'exploiter l'éventuel mécontentement de la population à l'égard des politiques politiques et économiques soviétiques. Au lieu de cela, les nazis préservent le système de fermes collectives, mènent systématiquement des politiques génocidaires contre les Juifs et expulsent de nombreux Ukrainiens vers le travail forcé en Allemagne. Dans leur résistance active à l'Allemagne nazie, les Ukrainiens représentent une part importante de l'Armée rouge et de ses dirigeants ainsi que des mouvements clandestins et de résistance.
Les pertes civiles totales pendant la guerre et l'occupation allemande en Ukraine sont estimées à sept millions (victimes de la famine et exécutions), dont plus d'un million de Juifs abattus par les Einsatzgruppen.
De nombreux civils ont été victimes d'atrocités, de travaux forcés et même de massacres de villages entiers en représailles aux attaques contre les forces nazies. Sur les onze millions de soldats soviétiques estimés tombés au combat contre les nazis, environ 16 % (1,7 million) étaient des Ukrainiens de souche. 

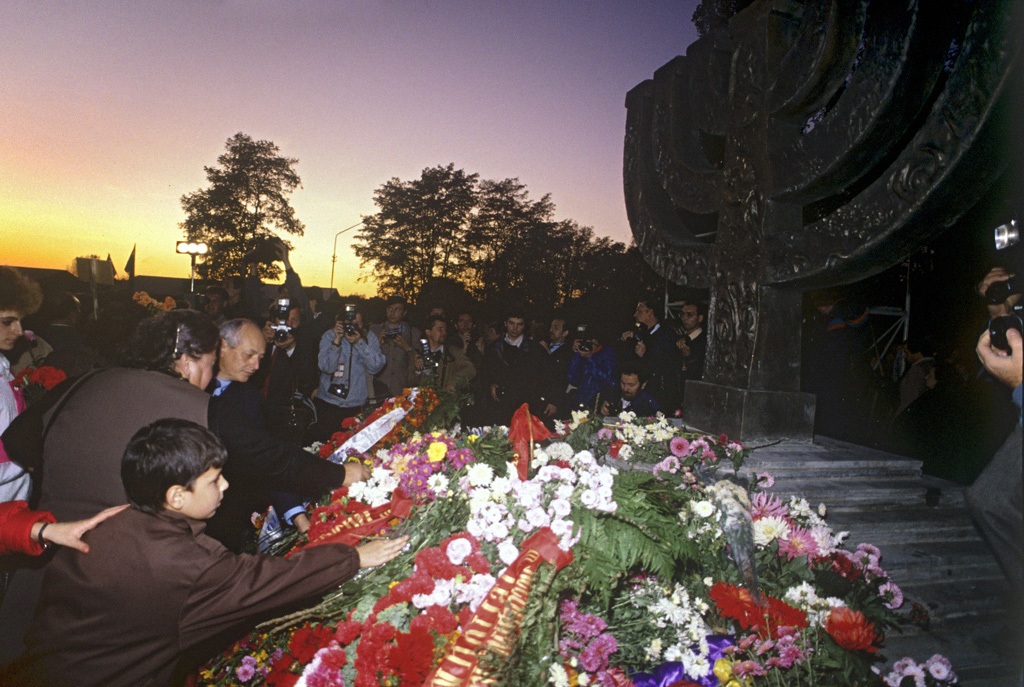
Cérémonie de dépôt de couronnes à Babi Yar, où les nazis ont assassiné environ 100 000 personnes.

De plus, l'Ukraine a connu certaines des plus grandes batailles de la guerre à commencer par l'encerclement de Kiev (la ville elle-même est tombée aux mains des Allemands le 19 septembre 1941 et a ensuite été acclamée comme ville héros) où plus de 660 000 soldats soviétiques ont été faits prisonniers, pour la défense féroce d'Odessa, et sur la prise d'assaut victorieuse à travers le fleuve Dniepr. Selon le chercheur Rolf Michaelis qui fait référence au document du SS-Hauptamt n° 8699/42, le bataillon de police « Ostland » (poste de terrain numéro 47769) opérant dans le Reichskommissariat Ukraine en 1941-1942 et était l'un des principaux bourreaux des Juifs. Ce bataillon de police était une unité de l'Ordnungspolizei qui servit pendant la Seconde Guerre mondiale sous le commandement de la Schutzstaffel. Le bataillon créé en octobre 1941 exerçait des opérations punitives.
Le 28 juin 1941, la ville de Rivne est capturée par l'Allemagne nazie, qui établit ensuite la ville comme centre administratif du Reichskommissariat Ukraine. En juillet 1941, la 1re compagnie du bataillon de police « Ostland » stationne à Francfort, le reste du bataillon stationne à Rivne. En octobre 1941, le bataillon est envoyé à Lviv (Lwów). À l'époque, environ la moitié des habitants de Równe étaient juifs. Environ 23 000 d'entre-eux sont emmenées dans une pinède à Sosenki et abattues par la 1re compagnie entre le 6 et le 8 novembre 1941. Un ghetto est établi pour les quelque 5 000 Juifs restants,,. Comme indiqué le 11 mai 1942, environ 1 000 Juifs ont été exécutés à Minsk,.

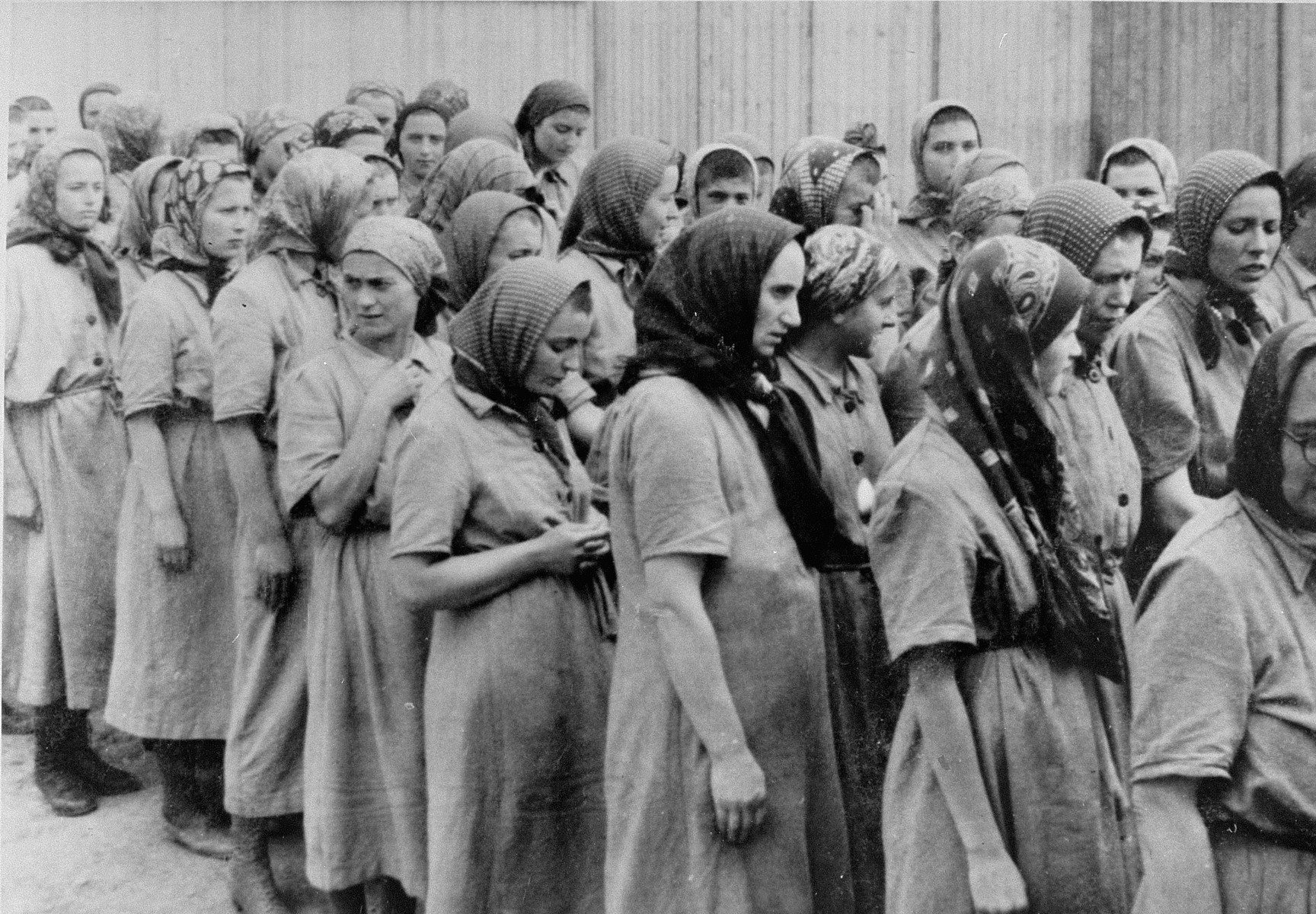
« Des femmes juives de la Rus subcarpatique qui ont été sélectionnées pour le travail forcé à Auschwitz-Birkenau, marchent vers leur caserne après avoir été désinfectées et rasées » (1944)

Les 13 et 14 juillet 1942, la population restante du ghetto de Równe — environ 5 000 Juifs — est déportée par train à quelque 70 kilomètres au nord de Kostopil et assassinée par la 1re compagnie dans une carrière près des bois à l'extérieur de la ville. Le ghetto de Równe sera ensuite liquidé,,. Tel que rapporté le 14 juillet 1942 : Le bataillon ou des éléments de celui-ci ont assuré la sécurité avec l'Ukrainische Hilfspolizei pour un transport des Juifs du ghetto de Riga à la gare centrale de Riga par wagons. Le 15 juillet 1942, un autre millier de Juifs sont exécutés au même endroit,. Comme indiqué le 27 juin 1942, environ 8 000 Juifs sont exécutés près de la ville de Słonim,. Comme indiqué le 28 juillet 1942, environ 6 000 Juifs sont exécutés à Minsk,,.
En novembre 1942, le bataillon de police « Ostland », un régiment d'artillerie et trois autres bataillons allemands de l'Ordnungspolizei sous le commandement du Befehlshaber der Ordnungspolizei im Reichskommissariat Ukraine et du SS-Gruppenführer und Generalleutnant der Polizei Otto von Oelhafen participent à une opération conjointe près d'Ovroutch dans laquelle plus de 50 villages sont incendiés et plus de 1 500 personnes exécutées. Dans un village, 40 personnes sont brûlées vives en représailles du meurtre d'un officier allemand (SS-Untersturmführer Türnpu). En février 1943, le bataillon est envoyé à Reval, en Estonie, avec le Polizei Füsilier Bataillon 293. Au 31 mars 1943, la Légion estonienne compte 37 officiers, 175 sous-officiers et 62 soldats du bataillon de police « Ostland »,.
Kiev est reprise par l'Armée rouge le 6 novembre 1943.
Au cours d'une période de mars 1943 à fin 1944, l'armée insurrectionnelle ukrainienne commet plusieurs massacres contre la population civile polonaise en Volhynie et en Galicie orientale, suivant les traits d'un génocide (massacres de Polonais en Volhynie et Galicie orientale). Le nombre de morts s’élève à 100 000, principalement des enfants et des femmes,,.
Fin octobre 1944, le dernier territoire de l'actuelle Ukraine (près d'Oujhorod, alors partie du royaume de Hongrie) est débarrassé des troupes allemandes ; la date est célébrée chaque année en Ukraine (le 28 octobre) comme « l'anniversaire de la libération de l'Ukraine des nazis ».

## Postérité
Fin mars 2019, d'anciens membres d'unités armées de l'Organisation des nationalistes ukrainiens, de l'armée insurrectionnelle ukrainienne, de l'Armée révolutionnaire populaire de Polésie, des membres de l'Organisation militaire ukrainienne et des soldats du Sich des Carpates obtiennent officiellement le statut d'anciens combattants. Cela signifie que pour la première fois, ils sont éligibles aux avantages spécifiques des anciens combattants, notamment les transports publics gratuits, les services médicaux subventionnés, une aide monétaire annuelle et des remises sur les services publics (et bénéficient des mêmes avantages sociaux que les anciens soldats ukrainiens de l'Armée rouge de l'Union soviétique). (Il y eut plusieurs tentatives précédentes pour fournir aux anciens combattants nationalistes ukrainiens un statut officiel d'ancien combattant, en particulier pendant l'administration 2005-2009 du président Viktor Yushenko, mais elles échouèrent toutes.)

## Galerie d'images

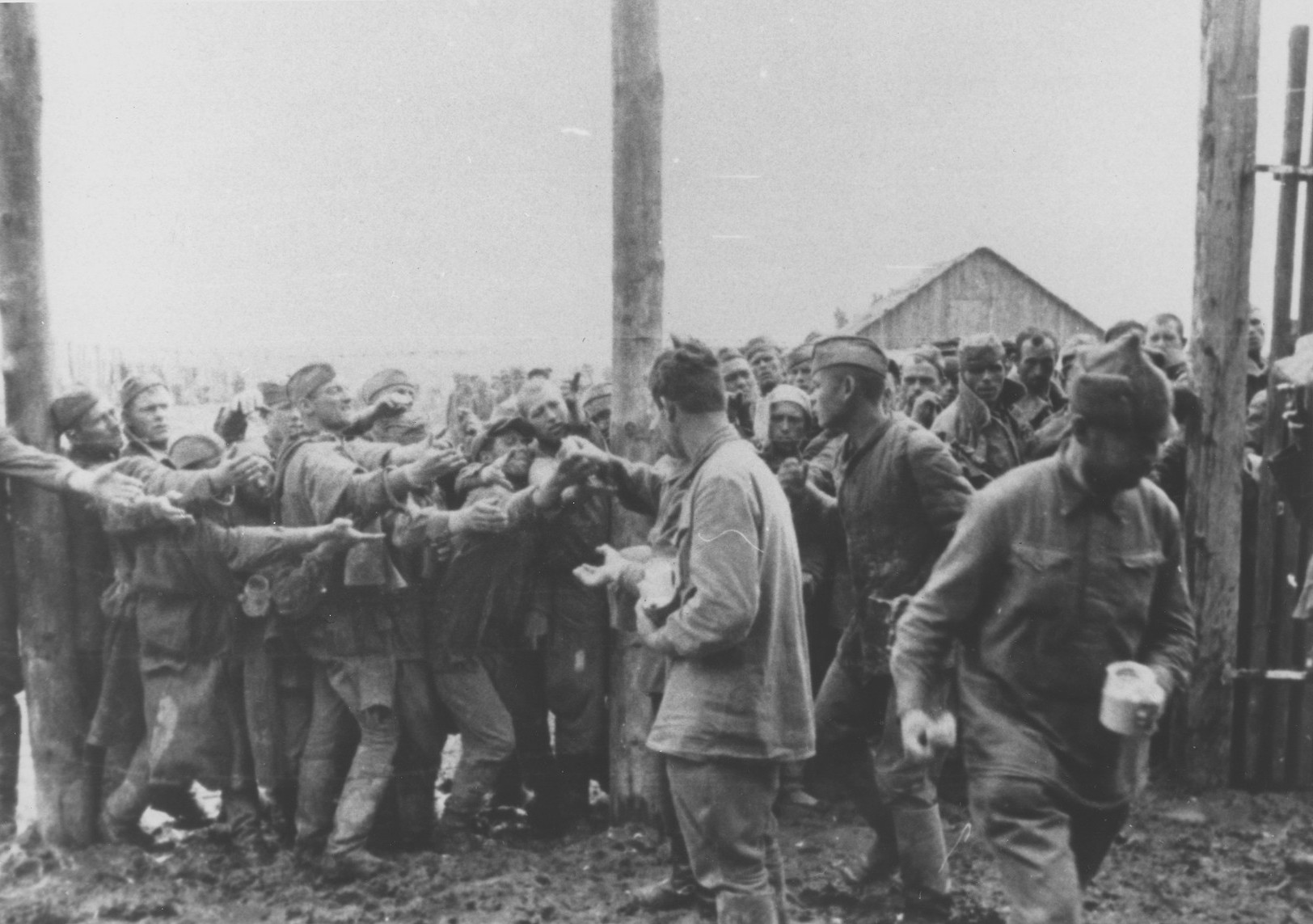
Vinnytsia, juillet 1941. Quelque 2,8 millions de prisonniers de guerre soviétiques ont été tués en seulement huit mois de 1941-1942.
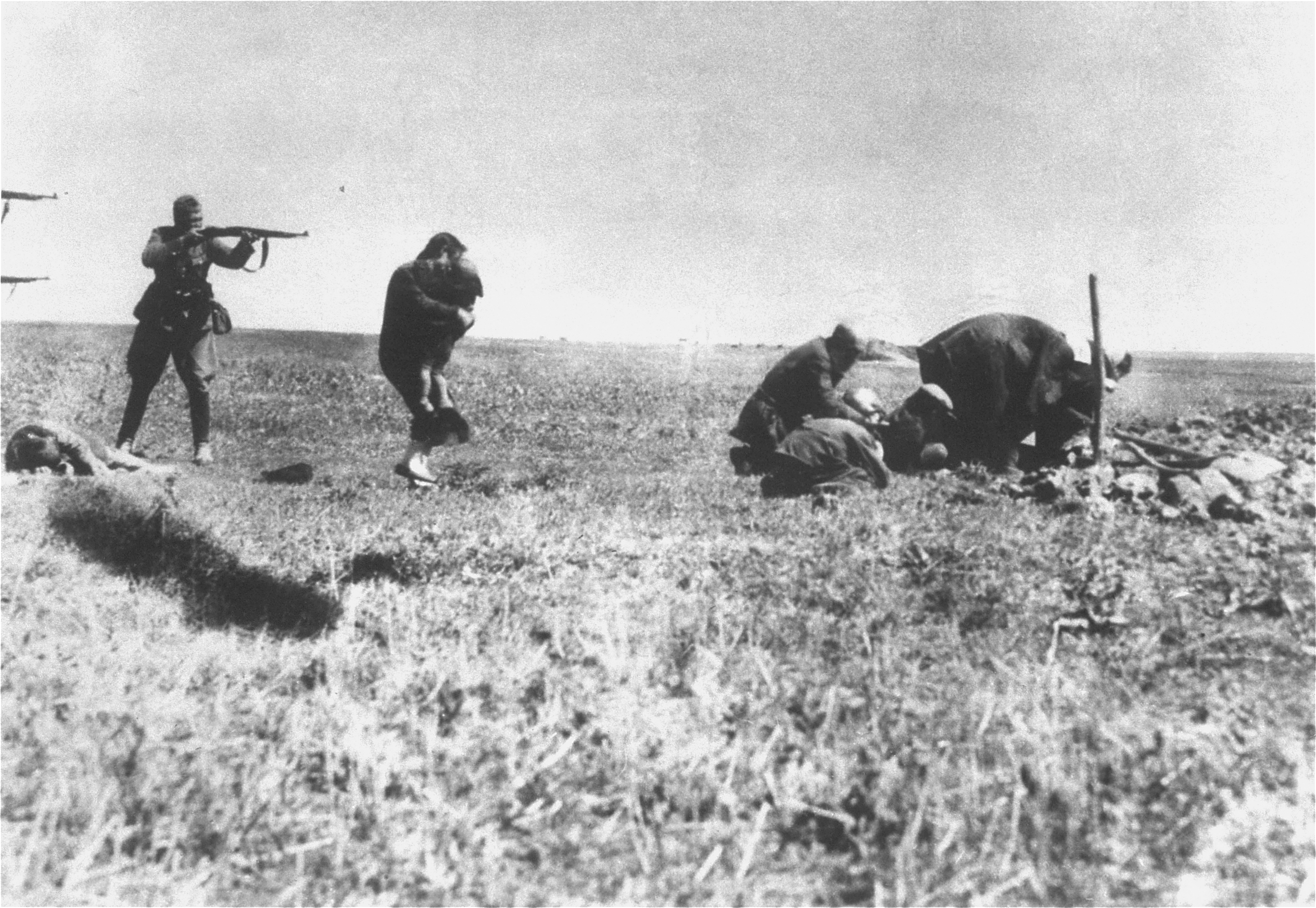
Exécutions de Juifs de Kiev par des unités mobiles de l'armée allemande (Einsatzgruppen) près d'Ivangorod, 1942.
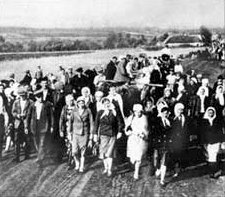
Ukrainiens déportés vers l'Allemagne nazie pour le travail forcé, 1942.
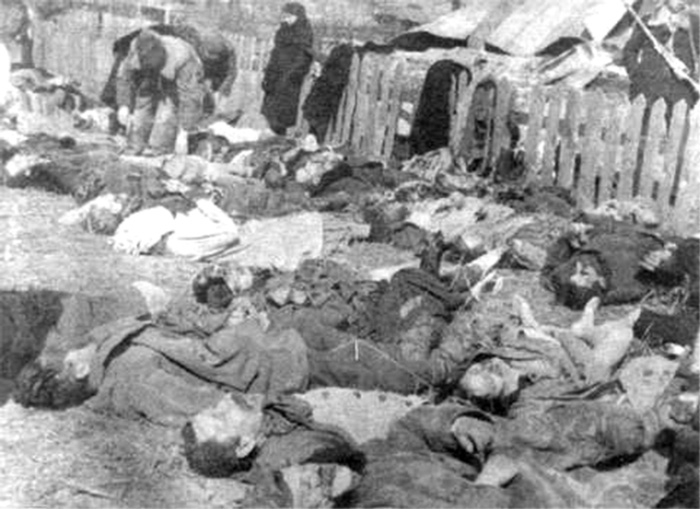
Massacres des Polonais en Volhynie en 1943.
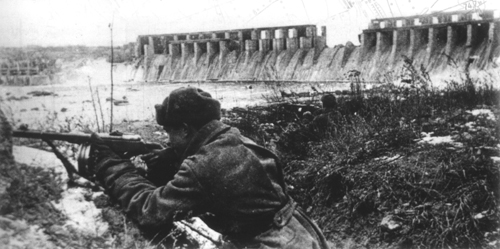
Bataille du barrage de Zaporijjia, 1943.